# The Asphyx
The Asphyx, también conocida como Spirit of the Dead y The Horror of Death, es una película británica de terror y ciencia ficción de 1972 dirigida por Peter Newbrook y protagonizada por Robert Stephens y Robert Powell.
Asphyx hace referencia al griego antiguo asphyxía, "falta de pulso", o asfixia en español.

## Reparto
- Robert Stephens como Sir Hugo Cunningham
- Robert Powell como Giles Cunningham
- Jane Lapotaire como Christina Cunningham
- Alex Scott como Sir Edward Barrett
- Ralph Arliss como Clive Cunningham
- Fiona Walker como Anna Wheatley
- Terry Scully como Pauper
- John Lawrence como Mason
- David Gray como Vicar
- Tony Caunter como Warden
- Paul Bacon como primer miembro

## Estreno
La película fue estrenada originalmente en Reading, Pensilvania el 5 de diciembre de 1972, antes de ser estrenada en el resto de Estados Unidos en febrero de 1973.

### Medios domésticos
The Asphyx fue lanzada en DVD por Image Entertainment el 3 de marzo de 1998. Posteriormente fue lanzada por Anchor Bay Entertainment el 26 de abril de 2004 y por Hen's Tooth Video el 27 de octubre de 2009. Fue lanzada en DVD y Blu-ray por Kino Video el 17 de abril de 2012.

## Legado
El 30 de octubre de 2009, se anunció que Black & Blue Films planeaba rodar una nueva versión de la película. La nueva versión, programada para comenzar la fotografía principal a principios de 2011, estaba protagonizada por Alison Doody en el papel principal femenino, y Matthew McGuchan en el asiento del director. El remake no logró conseguir financiación para la producción y fue archivado indefinidamente, aunque Terry Rossio lo rehizo como un cortometraje llamado Laboratory Conditions.